# 日米対抗ローラーゲーム
日米対抗ローラーゲーム（にちべいたいこうローラーゲーム）は1972年から1975年9月にかけて、東京12チャンネル(1973年の東京12チャンネル社名変更までは制作は東京12チャンネルプロダクション、放送は日本科学技術振興財団テレビ事業本部 現・テレビ東京）が制作・放送したスポーツ中継の番組である。

## 概要
「殴る!!蹴る!!つぶす!! 話題のスポーツローラーゲーム」といううたい文句で知られるローラーゲームは、全米では「ローラーダービー」ともいわれ人気が高いスポーツとして知られていた。これはアリーナに傾斜の付いたスケートリンクを組立てて、1チーム男性5人女性5人で混成された2チームが男女別に得点を競い合うスポーツ。相手チームの選手を何人追い越すかによって点数が決まる。攻守はどちらかのチームに得点役が残った時に攻撃側と守備側に分かれる形になるが両チームに得点役が残った時には両チームが防御しながら攻撃する入り乱れた展開となる。攻防は殴る・蹴るなどの反則妨害を加えるというアクションゲームの要素が詰まったスポーツとされている。
東京12チャンネルでは「日米対抗ローラーゲーム」以前にも、1968年4月から1970年9月にかけて、ロスアンゼルスを拠点としていたチーム、サンダーバードのローラーゲーム番組のVTRをキョードー東京を通じて購入し放送していたことがある。

## 当時のサンダーバードのスター選手たち
男性スケーター
- ラルフヴァラディアス（コーチ）
- ジョンホール（マネージャー）
- ロニーレインズ
- グレッグロバートソン
- ラリールイス
- ダニーライリー
- ジョージアダムス
- ジョージフェルナンデス
- レニーシルバーマン
- サムワシントン
- ビリーマーシャル
- ビッグジョンジョンソン
- リチャードブラウン
- ボブコービン
- エドドレッサー
- ハロルドジャクソン

女性スケーター
- シャーリーハードマン（女性陣コーチ）
- テリーリンチ（キャプテン）
- ジュディーソゥィンスキー
- ジュリーパトリック
- リズヘルナンデス
- サリーベガ
- カルメントンプソン
- キャロリンクルース
- キャロルクルース
- グエンミラー
- ハニーサンチェス
- バーバラジェーコブス
- コリーンミュレル
- ジェニファーマーシャル
- ベティーストーン
- ロバータミッチェル
- ゲイルバワーズ

## ローラーゲーム放送打切りから東京ボンバーズ誕生まで

### 日本人チーム結成計画
1968年アメリカ人チームによるローラーゲーム番組の絶頂期に日本人チーム結成を計画して選手募集を東京12チャンネルとローラゲームチームを管理しているナショナルスケーティングダービー社が共催で行った。選考試験は後楽園ローラースケートリンクで実施され全国から230名が応募した。
日本での当時のローラースケートは子供の遊び程度に受け止められていて若者や大人で滑れる人はローラーのホッケーやスピード、フィギィアのクラブに所属している一部の人たちに限られていた。試験の応募者は前記クラブを引退してフリーとなっている人の他はほとんどがやっと滑れる程度の人たちだった。試験はスケーティングの他、身長、体重、身体機能や健康状態のチェック等が行われ13名が合格した。合格メンバーの中に角田誠、河野一男、森文雄、佐々木陽子他がいた。
訓練して直ぐにでも日本人チームが結成される計画だったがローラーゲーム番組の視聴率が低下して計画の実施は困難となった。

### 角田誠と佐々木陽子の渡米
東京12チャンネルとナショナルスケーティングダービー社はとりあえず視聴率を回復させるために日本人を入れたチームの放送を試みることにして角田誠と佐々木陽子の2人をサンダーバードの一員にするために渡米させた。

### 日本人チーム結成計画の頓挫
2人にロサンゼルスのオリンピックオーデトリアムにあるサンダーバードのトレーニングスクールで訓練を受けさせた。同時にサンダーバードの一員として試合に出場させた。角田誠と佐々木陽子の活躍は日本でも放送されたが視聴率の回復には至らず1970年9月に放送は打ち切られ、日本人チーム結成計画は完全に頓挫した。

### 目論見と壁
『日本人チームを作れたらローラーゲームは復活できる』
ハリウッドのノースハイランドアベニューに本社を構えるナショナルスケーティングダービー社のオーナー、ビル・グリフィス（日本ではコミッショナーと紹介され会長と称されていた）は東京12チャンネルの運動部長白石剛達と共に目論んでいた。
しかし、現実問題として日本人チームを作るには広い面積を有する屋内トレーニングスクールの設置、数十名のスケーター候補を抱えての育成等で膨大な費用が必要となり頓挫の大きな理由となっていた。

### 新たな日本人チーム結成の動き
日本人チーム結成がほとんど不可能となった状況直後から選手募集選考で合格したメンバーの1人、森文雄は自らチームを作る意志を固め、角田誠や佐々木陽子、河野一男ら選考試験で合格したメンバーとの縁を保ちながら、一方では東京12チャンネルのアナウンサー・宮本高志（ゲームに詳しいので後にドクター宮本と称された）電通の間宮、キョードー東京などローラーゲームの関係機関とも縁を切らないようにしていた。
森は連日後楽園ローラースケートリンクに通いつめて練習を繰り返すと共にチームのメンバーに加わりそうな人を物色しては「一緒にやらないか」と声を掛けていた。幸いなことにローラーホッケーやローラースピード、ローラーフィギアの滑走スタイルが違うようにローラーゲームの滑走スタイルも違っていたので誘いの声は掛けやすかった。
後にプロとなる遠藤や川島、若松、和泉、金沢ら20名程度をこの時期にメンバーとして集めている。後楽園以外にも豊島園、船橋ヘルスセンター、よみうりランド、東神奈川などのローラスケートリンクを使って練習を繰り返しながらメンバー探しを続けていたが女性スケーター志願者は1人も集めることができなかった。
この頃の女性は「殴る、蹴る、ぶっ飛ばす」をふんだんに盛り込んだスポーツに自ら身を投じてみようとする人はほとんどいなかった。女子プロレスでさえ極端にマイナーな時代である。しかし、女性がいないと成り立たないスポーツだけに女性メンバーゼロというのは深刻な問題であった。

### ビル・グリフィスの来日
そのようなある時期に縁を切らずにいたローラーゲームの関係機関からナショナルスケーティングダービー社のオーナー、ビル・グリフィスの来日が予定されていることが森に知らされた。森はチャンスと捉えて関係機関にビル・グリフィス来日の際に面会できるように依頼した。
数週間が過ぎてグリフィスと言葉を交わす機会を得た森はプロを目指すメンバーを集めて訓練をしていることなどを語った。話に耳を傾けていたグリフィスは「明日の朝、皆さんのスケーティングを見せてください」と興味を示した。

### 日本人チーム結成計画即断の時
森はすぐに後楽園ローラースケートリンクの営業時間前の早朝貸切を嘆願（普通は急な依頼は貸してもらえない）して、メンバー全員に招集をかけると共に縁を切らずにいた角田誠、河野一男、佐々木陽子等にも参加を呼びかけて練習状態を見せる準備を整えた。
次の日の朝8時後楽園ローラースケートリンクにビル・グリフィスを迎えたメンバーは一列滑走、ホイップ、ブロックと様々な技術を披露して見せた。一通りの練習を見終わったグリフィスの言葉は「アイムサプライズ」「ベーリーベーリーサプライズ」だった。
グリフィスは日本人チーム作りに膨大な費用がかかるために頓挫していた計画がいつの間にか費用を掛けずに育てられていたスケーターに驚いて計画を実行に移すことをこの時に即断した。
1971年1月5日、角田誠と佐々木陽子、森文雄と河野一男の4人が渡米した。

### ハリウッドでの生活と訓練
4人はハリウッドの大きな看板の近く、ノースハイランドアベニューの一角にあるアパートを宛がわれてそこから毎日ロスアンゼルスにあるオリンピックオーデトリアムに設けられたサンダーバードトレーニングスクールの訓練に通うと共にサンダーバードの一員として試合に参加する生活を続けることになるがハリウッドで生活を始めて1ヶ月が過ぎた頃の1971年2月11日明け方轟音とともに横揺れの激しいロスアンゼルス大地震という恐怖のハプニングを体験させられた。幸い4人は怪我する事も無くその後もサンダーバードのラルフヴァラデアスやダニーライリーによる厳しい訓練を受け続けた。

### ハワイでの訓練と試合
渡米して6ヶ月になろうとする頃、4人はハワイアンウォリアーズの一員としてハワイで滑走することを命ぜられた。ハワイに渡った4人はワイキキビーチまで歩いて5分ほどの場所にあるアイランダーインホテルに滞在して昼間はシビックオーデトリアムにある試合用バンクトラックで練習を重ね、夜は3時間超（8ピリオド制）の試合に参加した。
ハワイでは夏場に3ヶ月間だけローラーゲームのシーズンが大相撲などの招聘経験も豊富なプロモーターラルフ円福の招聘により開幕する。フィラデルフィアウォリアーズがこの間にハワイアンのホームチームとなってビジターチームを迎え撃つ、デトロイトデビルス、テキサスアウトローズ、シカゴホークス、ニューヨークボンバーズなどと3週間クールで戦いぬいて3ヶ月が過ぎた頃にハワイに於けるローラゲームのシーズンが終わった。ウォリアーズはフィラデルフィアに帰り日本人スケーター4人は日本へ戻った。

### 女性スケーターの獲得
日本に戻った森は日本に残していたメンバーの再訓練と女性メンバーの獲得に動いた。メンバーと協力して東京と近郷に点在するスケートリンクの出口に立ち女性スケーター募集のチラシを配布した。「今応募したら即アメリカのトレーニングスクールで育成します」…しかし、そのようなチラシの内容に興味を寄せる人は誰1人としていなかった。正真正銘本当の誘いのチラシであったが「そんなうまい話があるか」というような顔をされてまったく相手にされなかった。
「女性が集まらなければ日本人チームの結成はありえない。」森には日本人チームの結成を目指して数年間練習を繰り返してきた仲間たちにプロスケーターとして走れるだけのレールと道筋を作ってやることが出来ない焦りがあった。そんな時、日本でサンダーバードのローラーゲーム放送が全盛の頃にファンクラブが作られていたことを知らされた。「ファンクラブの中の女性ならスケーターを目指してくれる人がいるのではなかろうか」と思いつき当時のファンクラブの所在を探した。
当時のゲームのファンクラブ会長相川京子を探しあてた。森は事情を話して会員の住所録を譲り受けた。100名以上の女性会員のみにナショナルスケーティングダービー日本支社の名をかたりスケーター募集の封書を送付した。
数日も経たないうちに待ちに待った女性の応募があった。綾部圭子、堀井由美子、岡田恵子であった圭子の妹、喜美江もいたが高校生であるために除外して練習生に留めた。

### ハワイアンウォリアーズ
3人の女性の渡米は約束されていたが行く前にそれなりに滑れる技術を身に付けさせる練習が続いた。
1972年夏場、ハワイに再びローラーゲームのシーズンがきてジムトロッター（コーチ）、ジュディーアーノルド（女性キャプテン）のウォリアーズがハワイに戻って来る頃の6月に角田誠、河野一夫、遠藤優、森文雄、佐々木陽子、綾部圭子、堀井由美子、岡田恵子の8名がハワイに集結。前年と同じアイランダーインホテルに滞在して、昼間はウォリアーズのトレーニングスクールに通い、夜は日本人スケーター全員がハワイアンウォリアーズのメンバーとして試合に参加した。
ハワイアンウォリアーズはアメリカ人スケーターのほか日系人女性スケーターのダーニャ原田、シンディ儀間、男性スケーターのレイ横山、ボビー加藤らが出場しており多くの現地ファンを獲得していた。

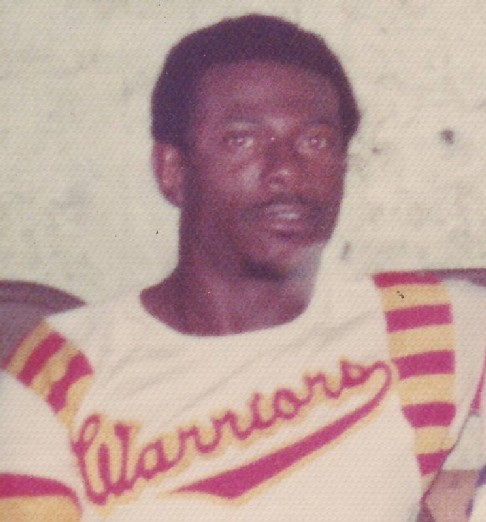
ジム・トロッター ハワイアン・ウォリアーズコーチ、黒光りする鋼の肉体から多彩な技を繰り出した
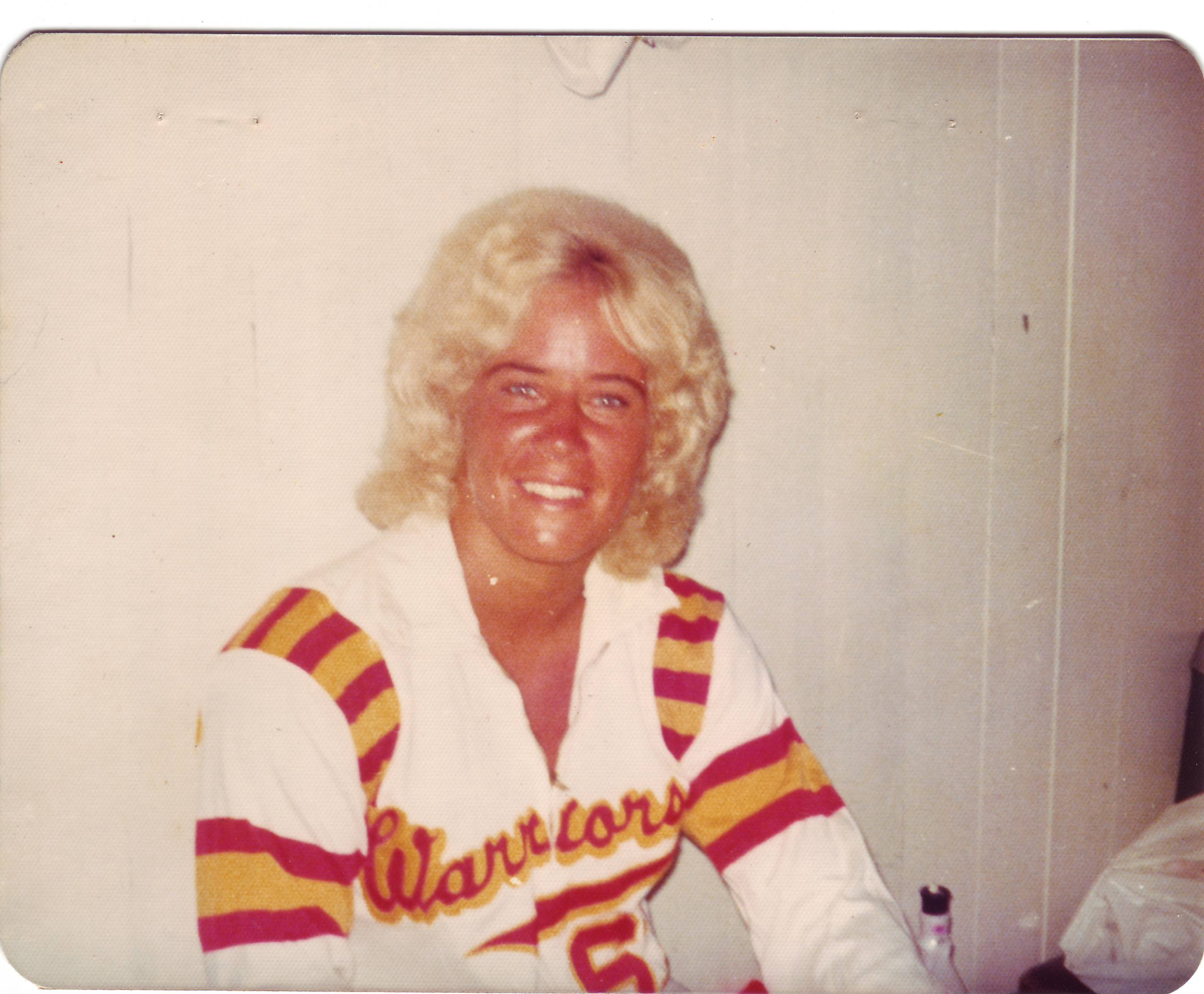
ジュディー・アーノルド 日本ではまったく知られていないがウォリアーズの女性キャプテン 身体機能と容姿は群を抜いていた。映画「カンサスシティーボンバー」主演ラクエル・ウェルチの滑走スタントをこなした
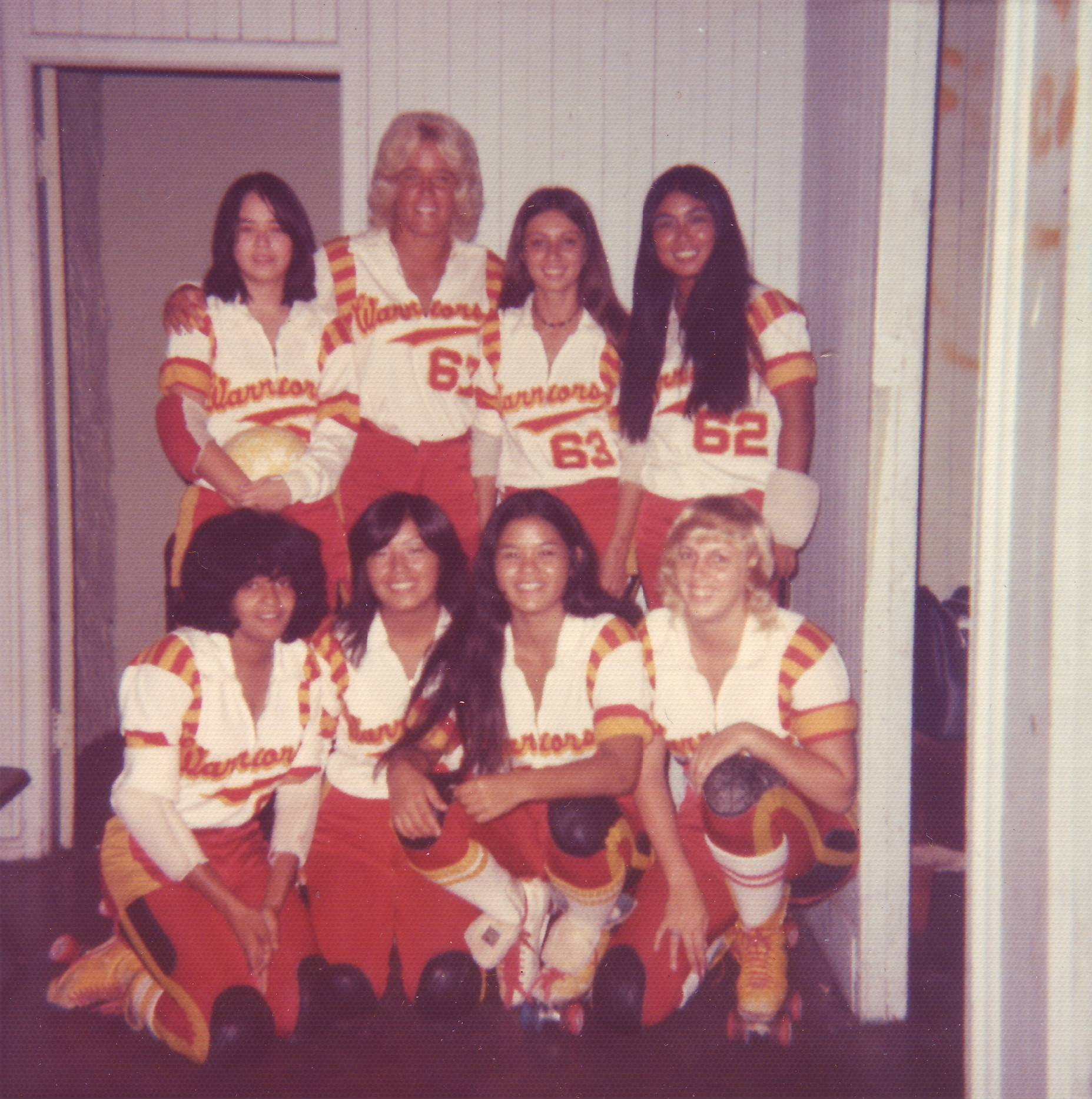
ハワイアン・ウォリアーズ女性チーム 後方左：日系人スケーター ダーニャ原田、並んでキャプテン ジュディー、右側にヨーコ 前列中央2人 左：堀井由美子、右：日系人スケーター シンディ儀間
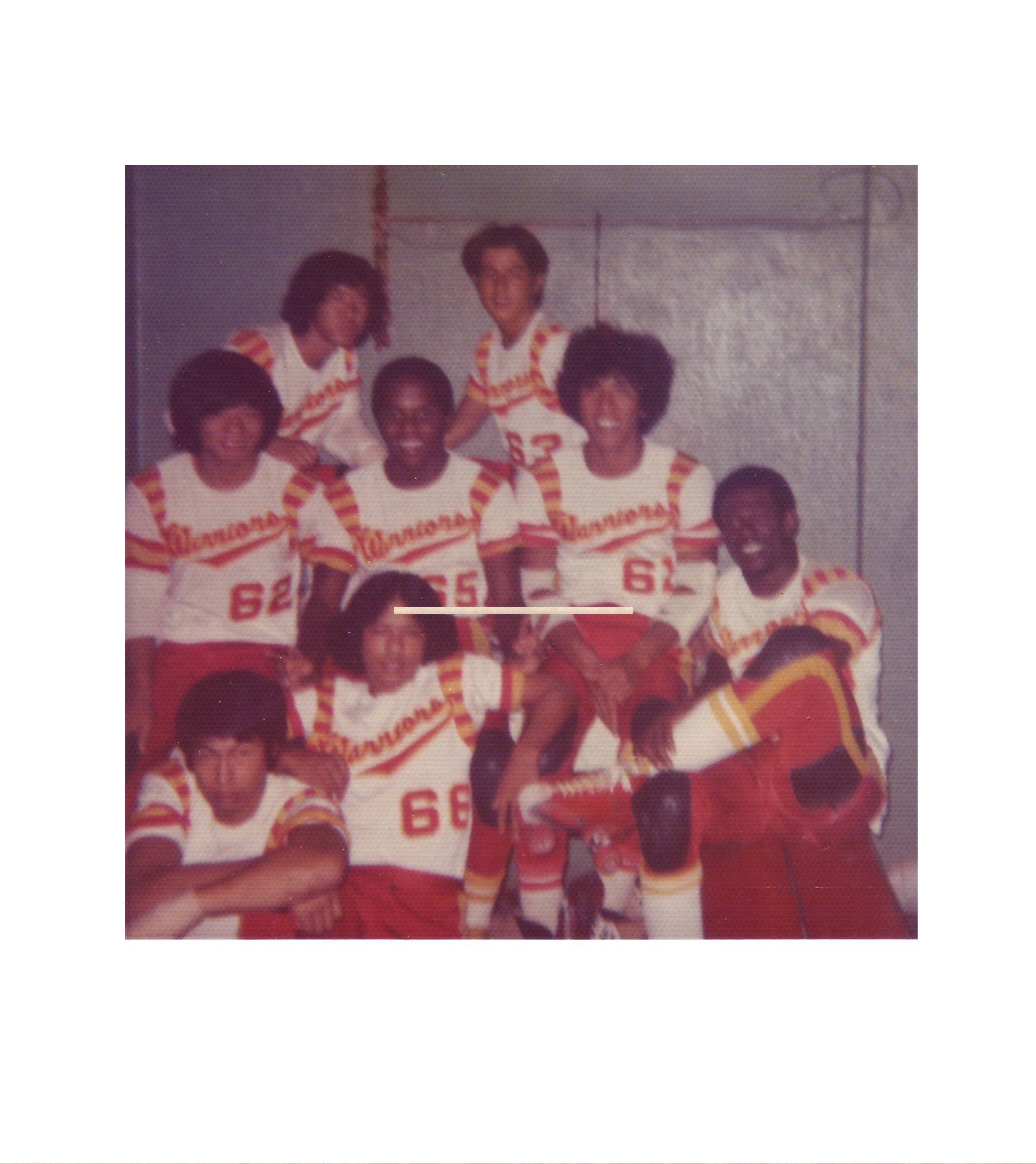
ハワイアン・ウォリアーズ男性チーム 後列左：リッキー遠藤、右：日系人スケーターボビー加藤 中列左：ミッキー角田、右：タイガー森 前列左：ビンゴバット河野、中央：ハワイアン ショーター、右：ジムト・ロッター（コーチ）

### 日本人チームの結成
そのような中、日本では東京12チャンネル（現テレビ東京）の運動部長、白石剛達が局内で「ローラーゲーム」再放送の確約を上層部から強引に取付けていた。ハワイに居るスケーターにもその朗報は伝えられ日本人スケーターと日系人スケーター合わせて女性6名と男性6名の最少メンバーで日本人チームが結成された。東京ボンバーズの誕生である。収録試合には日本から白石剛達も駆けつけて中継車の中に陣取って指揮をとった。野球でいうところのダブルヘッダーに似て、1日で2試合が行われた、ウォリアーズに参加してビジターチームと戦い、日本人チームだけで再度ビジターチームと戦うものでテレビマッチで言うところの4週分16ピリオドを1日で戦ってしまうようなもので過酷なものだった。
人気のあるウォリアーズでアメリカ人が抜けただけの日本人と日系人そして LA T―birds のラルフとコリーンが応援に加ったチームはハワイアンからの大きな声援を受けた。試合前にファンからスケーターに送られるレイの輪はスケーターの頭が隠れてしまうほど多数であった。そうして28試合のテレビマッチを戦った。

### 東京ボンバーズの活躍
1972年ハワイでの活躍はその年の10月から翌年の3月まで『日米対抗ローラーゲーム』として東京12チャンネルのネットワークで放送が始まり東京ボンバーズはのちに『東京』の冠が最も似合うスポーツチーム名と言われるほど一世を風靡した。
土居まさるのアナウンス、ドクター宮本の名解説で東京ボンバーズの人気は益々ヒートアップした。

### トレーニングスクールとトレーニー
時を少し戻して1972年の9月には板橋の前野町にボンバーズのトレーニングスクールが開校した。テレビ放送が始まった10月からは多くの男女のプロスケーター志願者が有料で練習を受けるようになった。女性スケーターを探してチラシを配っていたのがまるで嘘のように女性スケーターの志願者が多かった。
プロスケータートレーニーの中には、スターと成り、2017年の日本ローラースポーツ連盟（のちのワールドスケートジャパン）ローラーダービー女子代表監督となった小泉ひろし、インラインスケートX-GAMESの世界チャンピオンに何度も輝いた安床ブラザーズの父、安床由紀夫、一般社団法人日本ローラーダービー協会理事で日本のローラーダービー普及に全力を注いでいる折笠吉美等もいた。
1973年の4月からの試合はハワイから日本へ場所を移して日系人スケーターはボビーだけを加えて後楽園で練習を積んだスケーター達とスクール開校後に練習を積んだ若者が一緒になってレールの上を精一杯走る東京ボンバーズの様子が放送された。
東京12チャンネルでは本番組を「ナイターオフ期の重要コンテンツ」として育てていく考えであったが、当時本番組をネットしていた毎日放送から通年放送を強く要求されたため（毎日放送は東京12チャンネルの大株主であり、さらに当時は両社で一部番組を共同制作するなど密接な関係にあったため、要求を拒絶するのは難しい状況であった）、通年放送の形で放送を続行。しかしこれが逆に視聴者に飽きられる結果を生み、1975年の番組打ち切りにつながったとされる。打ち切り直前の放送では東京ボンバーズが善玉の試合の映像が足りなくなってしまったのか、東京ボンバーズが悪役をやってる試合や東京ボンバーズ以外つまりはアメリカのチーム同士の試合も放送された。

## 放送局
- 東京12チャンネル（制作局、同時ネット）
- 毎日放送
- 北海道テレビ
- 青森放送
- 山形放送
- 仙台放送
- 新潟総合テレビ
- 長野放送[3]
- 北日本放送[4]
- 福井放送[5]→福井テレビ[6]
- テレビ山梨
- テレビ静岡
- 中京テレビ
- 山陰中央テレビ
- テレビ岡山
- 中国放送
- テレビ山口
- テレビ高知
- テレビ西日本
- 大分放送
- テレビ宮崎